# Varnam-e Khvast
Varnāmkhvāst o Varnām-e Khvāst (farsi ورنامخواست) è una città dello shahrestān di Lenjan, circoscrizione Centrale, nella Provincia di Esfahan. Aveva, nel 2006, una popolazione di 15.294 abitanti. 